# Kimmo Eronen
Kimmo Eronen (* 7. September 1971 in Turku) ist ein ehemaliger finnischer Eishockeyspieler.

## Karriere
Kimmo Eronen begann seine Karriere als Eishockeyspieler in seiner Heimatstadt bei Kiekko-67, für dessen Profimannschaft er von 1992 bis 1996 in der I divisoona, der zweiten finnischen Spielklasse, aktiv war. In der Saison 1995/96 bestritt er zudem drei Partien für Ilves Tampere in der SM-liiga. Die Saison 1996/97 verbrachte der Verteidiger bei Herning Blue Fox in der dänischen AL-Bank Ligaen und wurde mit dem Team auf Anhieb Dänischer Meister. Anschließend kehrte er in seine Heimatstadt zurück, in der er von 1997 bis 2002 für den SM-liiga-Teilnehmer TPS Turku auflief. Mit TPS gewann er in den Spielzeiten 1998/99, 1999/2000 und 2000/01 jeweils den finnischen Meistertitel. In seinen ersten beiden Spielzeiten bei TPS lief er zudem als Leihspieler für den Zweitligisten Hermes Kokkola und den SM-liiga-Konkurrenten Lukko Rauma auf. 
Zur Saison 2002/03 wechselte Eronen zum Västra Frölunda HC aus der Elitserien. Mit der Mannschaft gewann er auf Anhieb den schwedischen Meistertitel. Nach einem weiteren Jahr bei Västra Frölunda, spielte er von 2004 bis 2006 erneut für TPS Turku. Anschließend verbrachte er zwei Jahre bei der SG Pontebba in der italienischen Serie A1. In der Saison 2008/09 war der Linksschütze Stammspieler bei Jokerit Helsinki in der SM-liiga. Zudem stand er in einem Spiel für TuTo Hockey in der neuen zweiten finnischen Spielklasse, der Mestis, auf dem Eis. Zur Saison 2009/10 schloss sich der dreifache Finnische Meister fest TuTo Hockey an. Zudem bestritt er als Leihspieler ein einziges Spiel für seinen Stammverein TPS Turku. Die Spielzeit selbst beendete er wiederum in der Mestis bei KooKoo. Im Frühjahr 2011 spielte Eronen zuletzt in der II divisioona, der vierten finnischen Spielklasse, für PaKa. Anschließend beendete er seine Karriere.

## Erfolge und Auszeichnungen
| - 1997 Dänischer Meister mit Herning Blue Fox - 1999 Finnischer Meister mit TPS Turku - 2000 Finnischer Meister mit TPS Turku | - 2001 Finnischer Meister mit TPS Turku - 2003 Schwedischer Meister mit dem Västra Frölunda HC |